# Левитин, Лев Берович
Лев Берович (Борисович) Левитин (род. 1935, Москва) — советский и американский математик, физик, инженер. Кандидат физико-математических наук (1969). Один из авторов теоремы Марголюса — Левитина.

## Биография
Родился в Москве в семье Бера Лейбовича Левитина и Цецилии Гушанской. В 1960 году с отличием закончил физфак МГУ. Работал в Институте проблем передачи информации. С 1973 года жил в Израиле, в 1974—1980 гг. преподавал математику в Тель-Авивском университете. С 1980 года живёт в США. С 1982 года работает в Бостонском университете.
Первая жена (официально 1959—1987, фактически лишь часть этого срока) — Юлия Шмуклер. Сын — Борис Левитин.
С 2006 года женат на Александре Рудницкой; дочь — Ариэль-Леона, сын - Давид.